# Юрьевка (Белгородская область)
Ю́рьевка — село в Губкинском городском округе Белгородской области, центр Юрьевской территориальной администрации.
Расположено в 46 км от города Губкина, в 90 км от города Белгорода и в 654 км от Москвы, между соседними сёлами Истобное, Коньшино и Скородное. В 139 км находится граница с Украиной (МАПП «Нехотеевка»). Недалеко также находятся Кочегуры, Телешовка, Ольховатка, Степное, Зайцево, Богомолье, Высокий.
Население на 1 января 2024 года — 357 человек.
До преобразования Губкинского района в городской округ в 2007 году входило в Коньшинское сельское поселение, но при этом всегда имело свою территориальную администрацию.

## Этимология
В первоначальных исторических документах село фигурирует под названием Георгиевка. Впоследствии название трансформировалось и стало называться в честь другого, родственного имени — Юрьевка. Этому способствовали и другие, параллельно возникшие обстоятельства.
По одной из версий, Юрьевка получила своё название в честь управляющего по фамилии Юрьев, который был назначен на эту должность владельцем земель, князем из рода Трубецких, состоявшем на государственной службе и не посещавшим эти земли. По другой версии, село было названо переселенцами, массово ушедшими от своего помещика в очередной «Юрьев день», когда крестьянам разрешался переход от одного помещика к другому.

## История
Первое упоминание села датируется XVII веком, точная дата не установлена. В этот период на территорию современной Юрьевки пришли первые переселенцы. Юрьевка того времени находилась значительно западнее современного местоположения, ближе к селу Скородное, лишь со временем село, вследствие застроек одних окраин и заброса других, перемещалось на восток. Местное население тех лет занималось различными видами промыслов.
В 1903 году по просьбе местных крестьян властями было дано разрешение на строительство школы. Капитальное кирпичное здание было введено в эксплуатацию и использование по назначению через 5 лет, в 1908 году. В период оккупации немецкими войсками в годы Великой Отечественной войны строение использовалось ими в своих нуждах как складское помещение, после освобождения от захватчиков туда вернулась школа. Здание сохранилось до наших дней в хорошем состоянии, и до 2019 года активно использовалось как местный Дом культуры, после чего было законсервировано.
С началом Великой Отечественной войны и рядовым юрьевцам пришлось встать на защиту Родины от немецко-фашистских захватчиков. На фронт отправилось 429 человек (с учётом сёл, входящих в состав Юрьевского поселения), из которых вернулось только 224. По состоянию на 2024 год остался в живых, к сожалению, только один из них — Синепупов Александр Титович, проживающий в Ивановке, долгие годы бывший председателем Юрьевского сельского совета ветеранов.
В 1929 году на территории села были образованы два мелких колхоза, «Смычка» и «Красный Колос», в дальнейшем на территории села и прилегающих территорий образовывались новые колхозы и трансформировались существующие. В 1952 году все они были объединены в колхоз «имени Мичурина», который в 1969 вошёл в состав более крупного совхоза «Степное», который прекратил свою деятельность только в 2002 году, а юридически ликвидирован в 2005. На месте совхоза в дальнейшем функционировало отделение №3 ОАО «Коньшинская нива», администрация отделения (и перед этим совхоза) располагалась в красном кирпичном здании в центре села. В 2011 «Коньшинская нива» фактически прекратила существование, здание «конторы» с тех пор остаётся заброшенным, а сельскохозяйственные земли перешли под управление компании Русагро и частных фермеров (КФХ), которые в том числе и эксплуатируют бывшие совхозные ток и мастерскую.

## География
Юрьевка находится на юге Губкинского городского округа Белгородской области в 46 километрах от Губкина, в 90 километрах от Белгорода, в 654 километрах от Москвы и в 139 километрах от государственной границы с Украиной.
| С-З | Ольховатка — 9 км Никаноровка — 20 км Солнцево — 58 км Курск — 107 км Минск — 624 км                          | Истобное — 5 км Орёл — 223 км Москва — 503 км Санкт-Петербург — 1067 км Мурманск — 1995 км               | Губкин — 25 км Старый Оскол — 40 км Воронеж — 138 км Казань — 934 км                                                    | С-В |
| З   | Скородное — 6 км Прохоровка — 40 км Сумы — 175 км Киев — 462 км Лондон — 2551 км Нью-Йорк — 7706 км           | Роза ветров                                                                                              | Коньшино — 6 км Чернянка — 34 км Лиски — 149 км Саратов — 602 км Астана — 2349 км Пекин — 5966 км Владивосток — 6703 км | В   |
| Ю-З | Толстое — 8 км Белгород — 68 км Харьков — 130 км Одесса — 691 км Стамбул — 1277 км Рио-де-Жанейро — 11 308 км | Большая Халань — 14 км Короча — 28 км Краснодар — 670 км Сочи — 842 км Каир — 2377 км Кейптаун — 9614 км | Новый Оскол — 47 км Россошь — 179 км Астрахань — 931 км Ашхабад — 2188 км Нью-Дели — 4108 км Сидней — 14 460 км         | Ю-В |

## Инфраструктура
Со времён основания село не имело никакой специализированной инфраструктуры. Практически всё село было занято жилыми домами, построенными каждым лично для себя, как это и было в сельской местности тех лет. Появляться инфраструктура начала только со строительством первой школы в 1908 году. В 1930 году были образованы детские ясли. 
В 50—60-е годы школа дважды меняла место своей дислокации. В 1986 году, в рамках строительства т. н. «посёлка», Юрьевка получила и новую школу, которая в дальнейшем стала местной администрацией. Здания этой школы с 2021 года не существует, оно было снесено как аварийное. 10 ноября 1998 года в Юрьевке было открыто новое трёхэтажное современное здание школы со своим полноценным стадионом, библиотекой, компьютерным классом, столовой, спортивным и актовыми залами, учебными мастерскими и автошколой. В 2009 году средняя школа была понижена в классе до основной, а в 2018 году закрыта. В то же здание школы, одновременно с её открытием в 1998 году, был перенесён детский сад, который в дальнейшем функционировал как детский сад №8 «Рябинушка», ликвидированный в 2014 году. В 2009 году, одновременно с переводом средней школы в основную девятилетнюю, возникла практика обучения юрьевских учеников в школе соседнего села Скородное, где они учились до окончания 11 класса, автобус юрьевской школы использовался в том числе для доставки юрьевцев в скороднянскую школу. В 2018 году, при закрытии юрьевской школы, скороднянская остаётся единственным местом обучения юрьевцев, ежедневно осуществляется их подвоз и развоз силами скороднянских школьных автобусов.
В 1998 году из освободившегося от старой школы здания были перенесены сельская администрация, сельская библиотека, почтовое отделение, совет ветеранов, кабинет участкового уполномоченного милиции. В здании самой первой школы функционировал клуб, ставший впоследствии домом культуры. В 2018 году при закрытии после 20 лет эксплуатации трёхэтажной школы, все упомянутые в абзаце учреждения были перенесены уже в неё, здание старой администрации было снесено, а старый дом культуры законсервирован.
В 1960-х годах совхоз «Степное» начал своими силами строить жилые дома в Юрьевке для своих работников. Это были первые в селе дома, построенные не людьми лично для себя. Эти дома располагаются на современных улицах Мира и Парковой. В 1984 году начато строительство «посёлка», который занимают ныне улицы Молодёжная и часть Российской. Всего в Юрьевке 22 таких дома. Первые дома сданы в эксплуатацию в 1985 году, а 19 из них было достроено до распада СССР. Последний дом был сдан в эксплуатацию в 2004 году. Также в 1990-годы были построены и введены в эксплуатацию 3 дома «финского» типа. В 1990-х все построенные совхозом дома были приватизированы и стали частной собственностью.
В Юрьевке всегда располагалось и учреждение здравоохранения. В 1985 году, при строительстве «посёлка», медицинский пункт был перенесён в одну из его квартир, где располагается до сих пор. В 2016 году был произведён его капитальный ремонт. До некоторых пор при ФАП была машина скорой помощи, но позднее машина была изъята и её наличие было не предусмотрено.
В 2009 году Юрьевским строениям (за исключением полуразрушенных на западных окраинах) присвоили адреса, село было разделено на 8 улиц.
В 1994 и 1995 годах соответственно, были открыты памятники «Мемориал Славы» и «Памятник А. К. Петракову». «Мемориал Славы» был засажен деревьями, по количеству не вернувшихся с фронта юрьевцев. Существовали планы по разбитию парка рядом с «Мемориалом славы», которым не суждено было сбыться.

## Связь
В Юрьевке, в здании бывшей конторы, находится АТС, которая может обслужить 125 телефонных номеров. В 2013 году в Юрьевку заведена линия оптико-волоконной связи, часть домов, а также государственные и муниципальные учреждения, были подключены к проводному Интернету. В селе, хоть и с некоторыми перебоями, работают все операторы сотовой связи из «большой четвёрки». В центре села, рядом с базой «Ростелекома», располагается бесплатная точка доступа Wi-Fi.
В здании бывшей школы работает ОПС. Почтовый индекс — 309167.

## Транспорт
Семь из восьми улиц Юрьевки имеют твёрдое дорожное покрытие (кроме улицы Вербной, отдалённой и незаселённой). Твёрдое дорожное покрытие подведено и ко всем сёлам юрьевского сельского поселения. По качественным автомобильным дорогам можно добраться до соседних сёл Скородное и Истобное. Существует возможность беспрепятсвенного автомобильного выезда в Губкин, Белгород и прочие города России. Юрьевка находится в непосредственной зоне обслуживания скороднянских агрегаторов такси.
Трижды в день в Юрьевку ходит общественный транспорт, автобус №107, который соединяет село с районным центром. До 2021 года этот автобус также связывал Юрьевку с селом Скородное. С пересадками в Бобровых Дворах или Губкине также есть связь посредством общественного транспорта с Белгородом и Воронежем, а далее и другими городами России и всего мира.

## Улицы
| Улица          | Характеристика |
| -------------- | --- |
| ул. Вербная    | Незаселённая улица, состоящая из трёх домов, находящаяся у въезда со стороны Скородного |
| ул. Мира       | Улица «старого посёлка», примыкает к Парковой |
| ул. Молодёжная | Самая заселённая улица Юрьевки, часть «Посёлка», застроена в 1980-х. Она состоит из двухквартирных домов. Вместо разрушенного владельцами дома №1 с 2014 года располагается детская площадка. По адресу д. 2/1 расположен ФАП                                                                                       |
| ул. Парковая   | Одна из центральных улиц села. С этой улицы открывается вид на памятник, построенный в честь воинов-освободителей, погибших на поле боя в Великой Отечественной войне 1941—1945. В доме №1 располагается бывший магазин «Луч», в доме №3 бывшая совхозная контора                                                   |
| ул. Петракова  | Улица названа в честь Андрея Кирилловича Петракова. На улице расположен памятник Петракова, где захоронен он сам и ещё три неизвестных воина. Памятник был реконструирован в 2014 году. В конце улицы находится кладбище                                                                                            |
| ул. Российская | Единственная улица Губкинского городского округа с таким названием. На этой улице в доме №21 находится магазин «Мария». Часть улицы (нечётная сторона от дома № 1 до дома № 17) занимает «Посёлок», дом 23 — бывшее общежитие («гостиница»), функционировавшее до 2005 года для приезжих работать в совхоз издалека |
| ул. Школьная   | Самая длинная улица в селе. На ней в доме №4 расположено здание бывшей школы, где ныне располагается Юрьевская территориальная администрация, Дом культуры, Отделение почтовой связи, библиотека |
| ул. Юбилейная  | На ней, в доме №19, располагается бывший Дом культуры |

## Культура и достопримечательности
В память о погибших на войне установлено 2 памятника:
- Мемориал славы — находится на западе от огромного луга, вокруг которого располагается Юрьевка. Мемориал представляет дорожку от ворот к памятнику, сзади памятника по бокам находятся 2 кирпичные стены, на которых на пластмассовых досках размещены списки погибших на войне. В список включено 205 человек. На территории мемориала посажено 205 деревьев различных видов (в память о каждом из погибших). Мемориал был открыт в 1994 году. Сейчас эти деревья достигли большой высоты.
- Памятник А. К. Петракову — находится напротив дома №41 по улице Петракова. Здесь захоронены А. К. Петраков и 3 неизвестных воина. Памятник открыт в 1995 году. В 2014 году реконструирован.

## Население
| 2002 | 2010 | 2011 | 2013 | 2015 | 2016 |
| ---- | ---- | ---- | ---- | ---- | ---- |
| 414  | ↘393 | ↗397 | ↘390 | ↘369 | ↘355 |